# 東京外国語センター
株式会社東京外国語センター（とうきょうがいこくごセンター）は、東京都渋谷区にある会社。語学教育を主に行う。

## 概要
- 国際ビジネス適応力養成研修。
- 英会話集中合宿コース。
- 外国人のための日本語会話研修。
- TOEIC対策／英語学習法セミナー。
- 翻訳・通訳ネイティブチェック。
- TCLC通信教育講座。
- 外国語教材／企業専用教材制作。
- 英語検定・語学力診断。

## 沿革
- 1962年11月 株式会社テック設立。
- 1970年10月 企業専用外国語教材の制作を開始。
- 1977年7月 企業内外国語教育の発展・拡充のため、株式会社テックより企業内教育部門を分離・独立し、 株式会社ラボ企業内教育センター設立。
- 1980年8月 株式会社東京外国語センターに社名を変更、現在に至る。
- 1981年10月 国際ビジネスパーソン養成のための海外研修システムを開発。
- 1983年8月 米国ミシガン大学と提携。「ミシガン大学テクニカル・ライティング集中セミナー」共催。以後毎年夏に実施。
- 1984年1月 第1回ミシガン大学テクニカルライティング検定試験（TEP TEST）を全国一斉実施。
- 1985年9月 海外駐在・出張者向け「英会話2週間集中合宿コース」開設。
- 1987年9月 集中教育外国語学校 TCLC ランゲージアカデミー名古屋校を開設。
- 1989年1月 異文化理解情報誌 “CROSS-CULTURAL” 創刊。
- 1991年5月 特定労働者派遣事業労働省認可（通訳・翻訳）。
- 1994年12月 第1回中国語研修講演会を実施。アジア諸国の外国語ニーズに対応するため、TCLCアジアセンターを設立。
- 1997年7月 第1回英文ビジネスライティング公開セミナーを開催。以後、効果的な英文Eメールの作成法を中心に毎年数回開催。
- 2002年6月 企業独自の英語研修テキストを制作し活用する「実務直結型英語研修」を自動車メーカーで開始。以後移動通信サービス、航空会社、機械メーカーなどで実施。
- 2004年12月 第1回日本語ロジカルドキュメント作成法公開セミナーを開催。
- 2006年2月 Eメールで添削「ポイント学習英文ビジネスライティング」コースを開発。
- 2007年10月 長年の日本赤十字社への協力活動により銀色有効章受章。
- 2016年1月 東京商工会議所 永年会員（30年）表彰。

## 本社・支社・オフィス
| 事業所名                             | 所在地                         |
| ------------------------------------ | ------------------------------ |
| 本社                                 | 東京都渋谷区渋谷1-20-1         |
| 西日本教育事業本部／西日本事業部     | 大阪府大阪市北区芝田2-2-1      |
| 中部事業部                           | 愛知県名古屋市千種区仲田2-15-8 |
| TCLCランゲージアカデミー本部校       | 東京都渋谷区渋谷1-20-1         |
| 日本テクニカルコミュニケーション協会 | 東京都渋谷区渋谷1-20-1         |

## 講師の労働問題
同社に約10年勤務した講師（日本語教師）が新型コロナウイルス感染症対応休業支援金・給付金を受給しようとすると、同社は契約を打ち切った。労使トラブルの結果、講師が会社を提訴して訴訟に発展。その後、講師側の「納得いく形での和解が成立」した。